# Kickboard

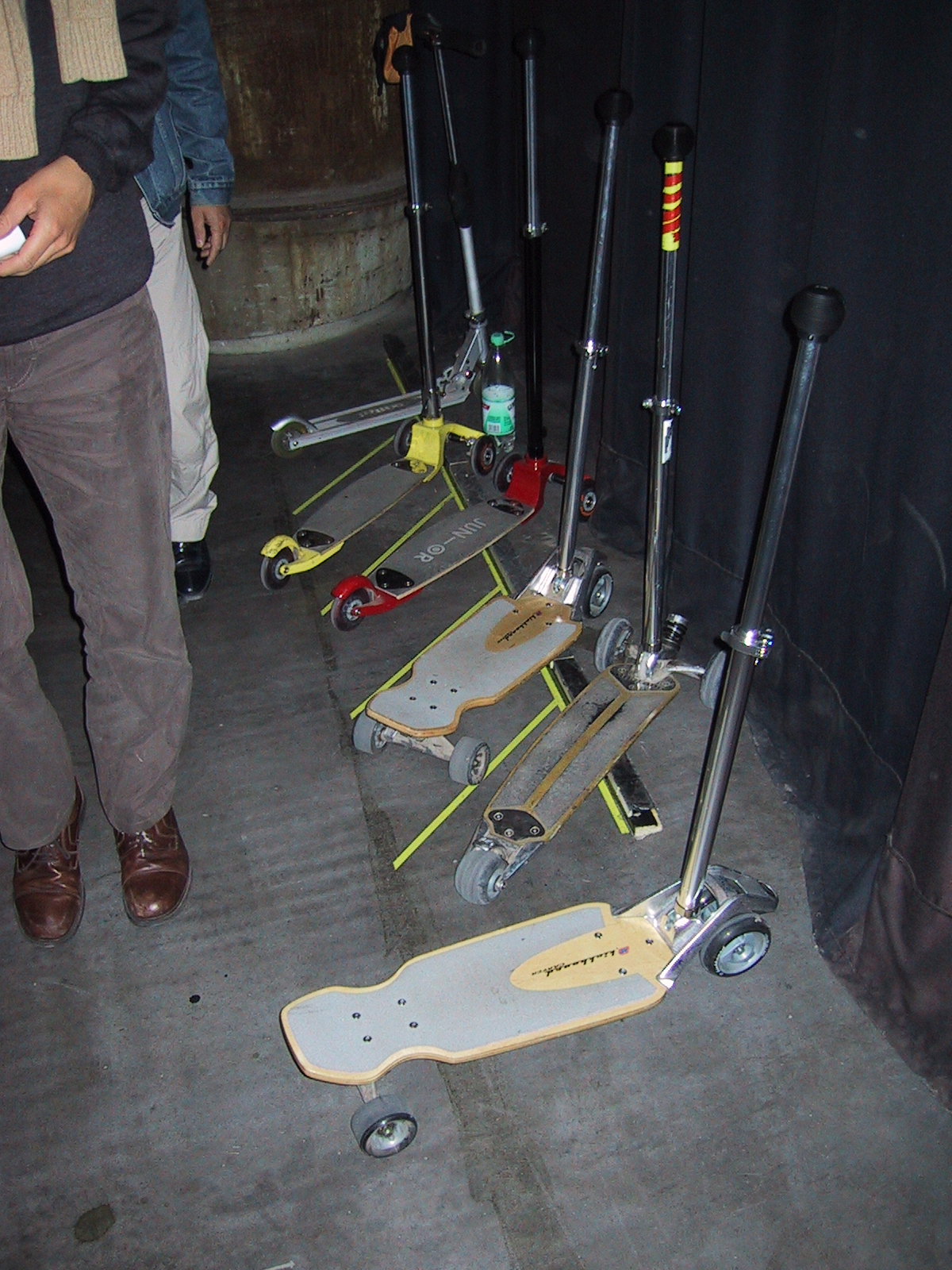
Kickboards

Kickboard ist eine eingetragene Wortmarke und Wort-Bildmarke der Firma Micro Mobility Systems Ltd. Ein Kickboard ist eine Kombination aus Skateboard und Scooter (Tretroller). Im Handel werden auch Schwimmbretter als Kickboard bezeichnet.
Anders als Scooter, die sich durch zwei Rollen und einen Lenker auszeichnen, haben Kickboards mindestens drei Rollen, aber statt eines Lenkers einen Knauf. Wie Skateboards werden Kickboards durch Gewichtsverlagerung gelenkt, hier durch gleichzeitiges Seitwärtsdrücken des Knaufs gestützt.